# 鄧小琳
鄧小琳（小琳，原名鄧婉雯，患病後改名為鄧堡焮。1984年7月2日—2013年2月9日），患病前為模特兒。她生前於個人網誌分享自己的抗癌經歷而引起社會關注，出版書籍《喂！我仲未死㗎！》。

## 簡介

### 患病經歷
鄧小琳中學畢業後投身模特兒行業。2004年，腹部突然間腫脹，醫生診斷為「邊界性細胞」，既不是癌細胞，也不是良性腫瘤，最終切除左邊卵巢。2005年時，小琳右邊卵巢再次出現「邊界性細胞」形成的腫瘤，再次入院做手術。至2006年，小琳進行定期檢查子宮時又再發現有腫瘤，後將整個子宮切除，手術後一個月發現肺部有腫瘤。 
進行微創手術抽取組織化驗，結果是癌細胞。知道消息後，小琳終於哭了，病情反覆之餘，男朋友又提出分手。她說：「不過好快都諗通咗，喊又係咁過日子，不如開心啲。」，她最終亦肯樂觀面對，患病期間正職當診所護士，兼職模特兒。於2007年初接受化療，在頭髮脫落之前主動去把頭髮剃光。

### 個人網誌
2006年10月起開始於Yahoo Blog分享抗癌經歷，吸引大批支持者，但網誌在2013年1月4日後已未有再更新，不少網友都擔心她的健康近況。小琳在網誌中提到：不要跟自己說「我應該擁有什麼」要跟自己說「我竟然得到什麼」。

### 對患病看法
2008年無綫電視節目《事必關己》曾經訪問她，她在節目中表示生活中總有快樂的事情，發掘到出來後，你就抓著那點快樂，讓自己的生活更豐富，亦不要執着“為什麼是我？”，因為這樣有什麼用呢？

### 主持（TVB.com）
- 2008年：留星語‧小琳數星星
  - 鄧小琳 X 王祖藍 （2008/04/21）
  - 鄧小琳 X 王喜 （2008/05/15）
  - 鄧小琳 X 林二汶 （2008/06/11）
  - 鄧小琳 X 李司棋 （2008/06/19）
  - 鄧小琳 X 林保怡 （2008/07/07）
  - 鄧小琳 X 葉翠翠 （2008/07/14）
  - 鄧小琳 X 陳法拉 （2008/09/04）

### 嘉賓（無綫電視）
- 2009年：霎時感動
  - 價值　　　 （第22集）
  - 漏水的水桶 （第36集）
  - 我的請求　 （第188集）

### 離世
2013年2月9日，鄧小琳離世，終年28歲。她的家人將死訊發布到小琳生前的網誌，內容是：「小琳已在二月九日下午四時五十九分離開了大家，我們永遠懷念妳！」。不少網民獲悉均感到難過，並在網上留言悼念。

## 出版書籍
她曾在2008年7月出版書籍《喂！我仲未死㗎！》，死後2013年7月家人替她出版紀念文集《小琳︰「我要笑著到最後！」》。